# NH Veselí nad Moravou
Národní házená Veselí nad Moravou je klub hrající 1. ligu mužů s bohatou historií.

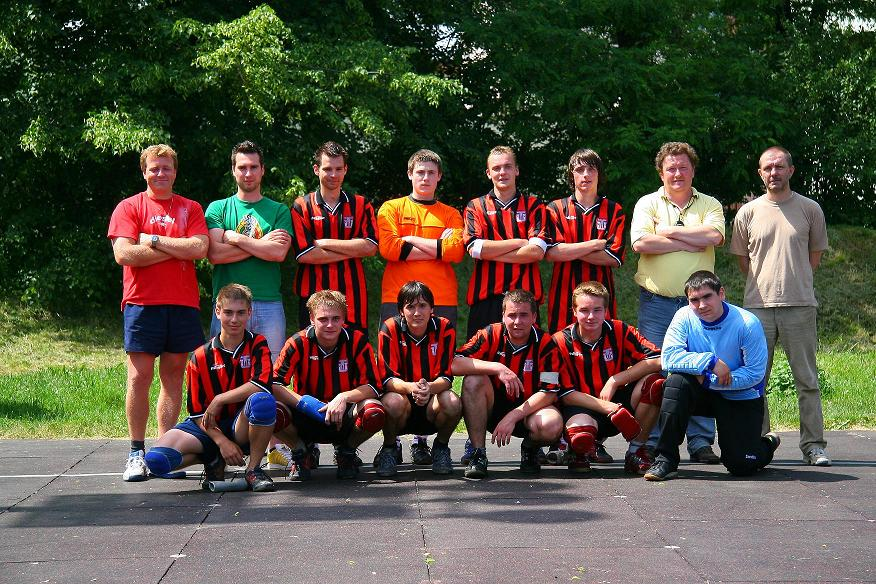
Muži - NH Veselí nad Moravou

## Historie

### Počátky národní házené ve Veselí nad Moravou
Ke konci roku 1935, po neshodách v tehdejším AFK Veselí n. M., byl založen HC Veselí n. M. jako odbor kanadského hokeje. Z písemných materiálu tehdejší doby byl prvním předsedou HC Bohumil Navrátil, místopředsedou vrchní rada Gaďourek, druhým místopředsedou MUDr. Suchý a dalšími členy Dr. Prokeš, starosta Vajdík, Reichsfeld. Dalšími funkcionáři byli pánové V. Václavek st., J. Václavek, O. Caletka, J. Lehnert, K. Pötzl, Koudelák a Strachota.
Po odboru ledního hokeje vzniká při HC i odbor házené, na jehož vzniku měl velkou zásluhu profesor tehdejšího reálného gymnázia ve Strážnici prof. Klapetek, který v hodinách tělesné výchovy a ve volných chvílích učil studenty pravidlům a kouzlu naší původní české míčové hry – házené.
V tehdejší době se házená hrávala ve všech okolních obcích, a tak vznik veselského oddílu dal turnaj házené ve Strážnici. Prvním brankářem byl Zdeněk Gevěra, na obraně hrávali Holek, Bačík, Stašek, v útoku se střídali František Čech, Leitgeb, M. Procházka, Chovanec, Kozumplík, Holek. Toto mužstvo doplňované postupně dorostenci (Melichárek, Grund, Požárek, Bauer, Kocián, M. Čech, M. Procházka) pak v pozdějších letech úspěšně reprezentovalo naše město.
Počátky české házené žen spadají také do let první republiky, kdy vyznavačky této hry byly členkami místní sokolské jednoty.
Veselská házená rychle sílila a ze starých písemných materiálů se dozvídáme, že na podzim roku 1941 byla v řádných soutěžích zastoupena družstva mužů i žen HC Veselí n. M., kdy hlavním propagátorem ženské házené byl především F. Čech, funkci trenéra vykonával J. Strachota a vedoucí odboru ženské házené byla F. Příhonská.
V roce 1943 se muži HC kvalifikovali do zemské divize a v roce 1944 se ve Veselí n. M. podařilo zorganizovat velký pohárový turnaj za účasti nejlepších mužstev Čech a Moravy, který se stal malým mistrovstvím Protektorátu a v pozdějších letech i ČSR. Počet diváků byl tehdy odhadován na 6 000. O veselskou házenou byl tehdy velký zájem nejen v samotném městě, ale i v okolí. Hrála se vynikající házená, a proto i na mistrovských utkáních bývaly dvoutisícové návštěvy.
V roce 1945 hrávalo mužstvo v sestavě: Zajíček – Holek, Příhonský, Bauer – Fr. Mička, M. Čech, M. Procházka, Gevěra, L. Klaban, L. Zajíček, Grund, St. Kocián, A. Léska. Divizi skončilo HC na druhém místě a hrálo kvalifikační utkání o ligovou příslušnost. To se však podařilo až v roce 1946 omlazenému bojovnému kolektivu, a tímto postupem se uzavřela první etapa dějin národní házené ve Veselí nad Moravou.
10. srpna 1947 zahynul tragickou smrtí vynikající hráč veselské házené František Mička. Jeho těžká ztráta vedla k sestupu z první ligy zpět do divize. Na sokolovně se pak ještě odehrálo mezizemské utkání Čechy – Morava, jehož čestným hostem byl známý reportér Československého rozhlasu Josef Laufer. Hráči, kteří zůstali (Bauer, Zajíček, Klaban, Rychlík, Léska, L. Holek, Janásek, Peroutka, Kocián, Bečka, Koudelka), nedokázali udržet oddíl nad vodou, a tak na podzim roku 1949 dočasně končí slavná éra veselské házené.

### Obnova veselské házené
Příchodem pana Lubomíra Bauera z vojenské prezenční služby v roce 1952 započala nová kapitola veselské házené. Tento obětavý hráč složil znovu družstvo mužů národní házené. Staronové družstvo mužů tvořili hráči Bauer, Čech, Zajíček, Janásek, Klaban, Rychlík, Bečka, L. Řičica, J. Řičař, St. Kolůch, J. Kovalčík, L. Žák, J. Koryčanský, Tomeček, Hlúšek, Hynut, Boháček, Přibyl, Všetula. Toto družstvo prohrálo za umělého osvětlení v Uherském Ostrohu utkání s mistrem republiky ÚDA Praha těsně 11:13. Tento výsledek dával veselské házené naději do budoucnosti.
V roce 1954 byl vrcholem sezony turnaj v Rokytnici, kde veselené porazili i prvoligové mužstvo Spartak Gottwaldov 6:4 a obsadilo tak 4. místo. Dalším úspěchem bylo druhé místo na domácím 1. ročníku pohárového turnaje za Spartakem Přerov.
Po návratu obránce Stanislava Čajky a útočníka Zdeňka Janouška z prvoligového Dvora Králové začíná úsilí o návrat do druhé ligy. Tento postup se zdařil v sezoně 1964/1965 družstvu v sestavě Josef Lovecký, Jaroslav Zajíček, Stanislav Čajka, Karel Slavík, Vlastimil Knotek, Zdeněk Janoušek, Ing. František Všetula, Vladimír Salčák, Miroslav Dratva, Vlastimil Kettler, Zdeněk Bednář. Byl to ten nejhezčí dárek k oslavám 30. let české házené ve Veselí nad Moravou.
Ve druhé lize skončila TJ Lokomotiva Veselí na 8. místě. Nastupovala nová generace vychovaná Stanislavem Čajkou v čele s kanonýrem Miroslavem Smetkou a jeho dalšími spoluhráči z dorosteneckého družstva Ivanem Myslivečkem, Františkem Bártkem, Josefem Šimkem, Janem Bártkem, Zdeňkem Chovancem, Petrem Vorálkem, Vojtěchem a Pavlem Šimkovými, Ladislavem Taranzou. Dále hrávali F. Olejník, Ing. F. Motyčka, Alois Cvek, K. Škára, L. Řehák Milan Maxera další. V tehdejší NDR sehrál druholigový tým Veselí několik handbalových zápasů s prvoligovým celkem Lokomotive Peitz – Turnow.
V následujících letech naši házenkáři úspěšně působili ve druhé lize. V roce 1969 byli sedmí, v sezoně 1970/1971 šestí, o rok později čtvrtí a v letech 1972/1973 pátí. Po dobu působení našeho oddílu ve druhé lize nastupovali k zápasům tito hráči: brankáři P. Žádník, J. Zajíček, R. Kotásek, P. Vorálek, M. Provazník, Jan Šimek (Švéd) a F. Chmelař, obránci S. Čajka, J. a P. Bártkovi, P. a V. Šimkovi, Karel Slavík, L. Tomšej, J. Sukop, útočníci M. Smetka, Josef Šimek, I. Mysliveček, F. Bártek, O. Vik, L. Taranza, F. Hostýnek a J. Malík.

### S novým tisíciletím první liga
V následující sezoně 1999/2000 si družstvo mužů dalo za cíl vyhrát druhou ligu a postoupit tak do nejvyšší soutěže. K tomu ale byla nutná pečlivá příprava. První prověrkou před náročnou sezonou byl domácí Memoriál Lubomíra Nováčka, který se konal ve dnech 14. a 15. 8. 1999. Tento turnaj muži vyhráli se ztrátou jediného bodu. 
Po dramatickém průběhu druhé ligy se mužstvo probojovalo až do nejvyšší soutěže. Byl to po dlouhé době velký úspěch veselské házené.
Pod tímto úspěchem se podepsali předseda oddílu a zároveň trenér mužů Jiří Nejezchleba, vedoucí družstva Lubomír Bauer ml. a hráči: Zdeněk Provazník, Patrik Pechal, Pavel Tomeš, Pavel Daněček, Martin Brablc, Loprais, Rastislav Jánošík, Pavel Olejník, Jiří Pechal, Martin Kozumplík, Radek Plášek, Robin Menšík, Vlastimil Vajgl, Jiří Mrozek, Radek Štos.
Následující sezona 2000/2001 byla pro muže premiérovou v I. lize. Muži začali letní přípravu vcelku brzy a věnovali se nabírání fyzické kondice, míčové techniky a nácviku herních situací. 
Podzimní část se týmu moc nepovedla. Nakonec jsme skončili předposlední se ziskem 2 bodů před družstvem Louky u Litvínova, a tak nás čekalo v zimní přípravě hodně práce. Cílem nemohlo být nic jiného, než udržení se v nejvyšší soutěži. Zimní příprava byla důkladná a družstvo se zúčastnilo řady kvalitních přípravných turnajů. 
Cíl záchrany v I. lize se nám bohužel nepodařil splnit. V konečné tabulce se stala Studénka mistrem republiky, Veselí a Louka u Litvínova sestoupili do druhé ligy.

## Ženská liga
Pod vedením zkušeného trenéra Pavla Šimka se vytvořil v roce 1970 kolektiv žákyň, který se stal v pozdější době základem obnovené ženské házené v našem městě. Pod jeho vedením zde hrávaly: Jiřina Benešová, Růžena Beková, Marie Břečková, Jaroslava Čechovičová, Eva Fojtíková, Marie Tvrdoňová, Heda Holková, Dáša Knotková, Alena Matušková, Eva Pavlicová, Ludmila Procházková, Jarmila Řičicová, Marie Sukopová, Věra a Zdeňka Schneeweisovy, Ludmila Šmídová, Jana Kotásková, Marie Šimková, Ludmila Šimková, Jaroslava Šivlová, Olga Tomečková.
První zápas v této novodobé éře ženské házené byl sehrán 18. 4. 1971 na turnaji ve Vranovicích. V další sezoně již žákyně obsadily v přeboru Moravy třetí místě. Později přešlo celé družstvo do dorostu a byl vytvořen nový kolektiv žákyň, kde hrávaly Jana Hejlová, Jana Janoušková, Marie Mitáčková, Anna Glózová, Marie Chromečková, Růžena Řičicová, Růžena Petruchová, Marie Procházková. Trenéry družstva byli Pavel a Vojtěch Šimkovi.
V ročníku 1975/1976 se dorostenky umístily na přeboru republiky na pátém místě a o rok později na místě šestém. Kádr družstva tehdy tvořily hráčky J. Hejlová, Z. Schneeweisová, V. Kocůrková, M. Chromečková, J. Janoušková, M. Tomečková, R. Řičicová, L. Galušková a A. Glozová, M. Procházková, J. Holková. Trenéry družstva byli opět Pavel Šimek a Vojtěch Šimek.

## Největší úspěchy
- Mládež
  - Mistr ČR - dorostenci 1980, 1990, 1997, 2002
  - Mistr ČR - starší žáci 1976, 1978, 1980, 1981, 1982, 1993, 2000
  - Mistr ČR - starší žákyně 1987, 1989
  - Mistr ČR - mladší žáci 1993
  - vítěz Poháru ČR - dorostenci 1988, 2007,2014
  - vítěz Poháru ČR - starší žáci 1992
  - vítěz Poháru ČR - mladší žáci 1992, 1997, 2009
  - Haloví mistři ČR - mladší žáci 2004